# セルウィウス・コルネリウス・メレンダ
セルウィウス・コルネリウス・メレンダ（ラテン語: Servius Cornelius Merenda、生没年不詳）は紀元前3世紀初頭の共和政ローマの政治家・軍人。紀元前274年に執政官（コンスル）を務めた。

## 出自
パトリキ（貴族）であるコルネリウス氏族の出身。父のプラエノーメン（第一名、個人名）はプブリウス、祖父はセルウィウスである。メレンダ家で執政官となったのは彼のみである。

## 経歴
紀元前275年、メレンダは執政官ルキウス・コルネリウス・レントゥルスのレガトゥス（幕僚）を務め、サムニウムの都市を占領、その褒章として5ポンドの黄金の花冠を得ている。
翌紀元前274年、メレンダは執政官に就任。同僚執政官はマニウス・クリウス・デンタトゥスで前年に引き続いての執政官就任であった。メレンダはサムニウムとルカニア（en）との戦いを継続した。

## 参考資料
- ガイウス・プリニウス・セクンドゥス『博物誌』
- ティトゥス・リウィウス『ローマ建国史』
- Smith's Dictionary of Greek and Roman Biography and Mythology.